# Уравнение Фишера (математика)
Уравнение Фишера (англ. Fisher's equation, также известно как уравнение Колмогорова — Петровского — Пискунова, уравнение КПП или уравнение Фишера — КПП) — нелинейное уравнение в частных производных второго порядка:
{\displaystyle {\frac {\partial w}{\partial t}}={\frac {\partial ^{2}w}{\partial x^{2}}}+aw(1-w).}

## История
Уравнение названо в честь статистика и биолога Рональда Эйлмера Фишера, предложившего его в 1937 году в контексте популяционной динамики для описания пространственного распределения выгодных аллелей и нашедшего его решение в виде бегущей волны.

## Применение
Уравнение Фишера встречается в задачах тепло- и массообмена, теории горения, биологии и экологии, в физике плазмы и задачах теории фазовых переходов. Оно описывает, например, массоперенос в двухкомпонентной неподвижной смеси при наличии объемной химической реакции квазипервого порядка. Кинетическая функция {\displaystyle f(w)=aw(1-w)} моделирует также автокаталитическое цепное превращение в теории горения.

## Решения
Для скорости волны {\displaystyle c\geq 2{\sqrt {a}}} уравнение допускает решения в виде бегущей волны {\displaystyle w(x,t)=w(x\pm ct)=w(z)}, причем {\displaystyle \lim _{z\rightarrow -\infty }=0,\lim _{z\rightarrow +\infty }=1}. Форма решений уникальна для каждой длины волны. Для {\displaystyle c<2{\sqrt {a}}} таких решений не существует.
В случае скорости {\displaystyle c=\pm {\frac {5}{\sqrt {6}}}} могут быть получены следующие точные решения:
{\displaystyle w(z)=\left[\pm 1+C\exp(\mp {\frac {z}{\sqrt {6}}})\right]^{-2},}
{\displaystyle w(z)={\frac {1+2C\exp(\mp {\frac {z}{\sqrt {6}}})}{\left[1+C\exp(\mp {\frac {z}{\sqrt {6}}})\right]^{2}}},}
где {\displaystyle C} — произвольная постоянная.